# こうま座ガンマ星
こうま座γ星 (こうまざガンマせい、γ Equuleus, γ Equ) は、太陽系から見てこうま座の方向約115.5光年の距離にある恒星。
異常なスペクトルを示すA型特異星で、その中でもストロンチウム、クロム、ユーロピウムの吸収線が強く観測される「ストロンチウム・クロム・ユーロピウム星（SrCrEu星）」に分類されている。1983年には、南アフリカ天文台のKurtzによって12.5分という短い周期で変光していることが発見され、高速振動Ap星（roAp星）に分類された。
変光星としては、回転変光星と脈動変光星の両方の特徴を持つ高速振動りょうけん座アルファ2型変光星 (ACVO) に分類されている。ヘルツシュプルング・ラッセル図の上では、脈動変光星として活動する「不安定帯」と呼ばれる領域にある。